# Reginald Grey, 7. Baron Grey de Wilton
Reginald Grey, 7. Baron Grey de Wilton (* 1421; † 22. Februar 1494) war ein englischer Adliger.

## Leben
Reginald Grey war der Sohn von Richard Grey, 6. Baron Grey de Wilton, aus dessen zweiter Ehe mit Margaret Ferrers, Tochter des William Ferrers, 5. Baron Ferrers of Groby.
Er war offenbar bereits zum Ritter geschlagen worden, als er 1442 beim Tod seines Vaters dessen Adelstitel als 7. Baron Grey de Wilton erbte. Als Baron wurde er unter König Heinrich VI. ab 1445 neunmal ins Parlament berufen.
In den Rosenkriegen kämpfte Baron Grey de Wilton für das Haus York bei der Schlacht von Mortimer’s Cross (1461) und bei Towton (1461).
Auch unter den Königen Eduard IV., Richard III. und Heinrich VII. wurde Baron Grey de Wilton regelmäßig ins House of Lords berufen.
Reginald Grey, 7. Baron Grey de Wilton, starb 1494 und wurde in Bletchley, Buckinghamshire beigesetzt.

## Ehe und Nachkommen
Spätestens 1447 hatte er eine Dame namens Tacine(auch Thomasine, um 1434–nach 1469) geheiratet. Mit ihr hatte er einen Sohn und Erben:
- John Grey, 8. Baron Grey de Wilton.

Einige Quellen sagen, dass Tacine eine Tochter von Owen Tudor und Catherine de Valois war, andere berichten, dass Tacine eine uneheliche, im Ausland geborene Tochter des John Beaufort, 1. Duke of Somerset war und hierzu gibt es auch einen Act of the Privy Council vom 20. Juni 1443.